# Caobangia morrisoni
Caobangia morrisoni is een borstelworm uit de familie Sabellidae. Het lichaam van de worm bestaat uit een kop, een cilindrisch, gesegmenteerd lichaam en een staartstukje. De kop bestaat uit een prostomium (gedeelte voor de mondopening) en een peristomium (gedeelte rond de mond) en draagt gepaarde aanhangsels (palpen, antennen en cirri).
Caobangia morrisoni werd in 1974 voor het eerst wetenschappelijk beschreven door Jones.